# Conjunto algebraico
En Geometría algebraica, un conjunto algebraico es el conjunto de ceros comunes a un conjunto de polinomios. 
Esto es, si S={p1, p2, ..., pt} es un conjunto de polinomios en n variables, el conjunto algebraico correspondiente a S, denotado por V(S) se define como 
| {\displaystyle V(S)=\{u=(x_{1},x_{2},\ldots ,x_{n}):p_{j}(u)=0,\mathrm {\ para\ } j=1,2,\ldots ,j\}\,}. |

O de forma alterna, el conjunto de puntos tales que al ser sustituidos en cada uno de los polinomios se obtiene cero.
Cuando S consta de un solo elemento {p}, se suele escribir V(p) en vez de V({p}).

## Ejemplos
Consideremos,  los polinomios 

{\displaystyle f(x,y)=x^{2}-y^{2},\qquad g(x,y)=x-y}.

Conjuntos algebraicos determinados por f(x,y)=x²-y², g(x,y)=x-y.

El conjunto de ceros de f, esto es, los puntos que satisfacen f(x,y)=0 es

{\displaystyle V(f)=\{(a,a)\}\cup \{(a,-a)\},\quad } para cualquier valor real de a.

Por otro lado, el conjunto de ceros de g es 

{\displaystyle V(g)=\{(a,a)\},\quad } para cualquier valor real de a.

Ambos conjuntos son por tanto ejemplos de conjuntos algebraicos (definidos por solo un polinomio). Finalmente el conjunto algebraico definido por {f, g} es la intersección de V(f) con V(g), pues ésta contiene a los ceros comunes a ambos polinomios:

{\displaystyle V(\{f,g\})=\{(a,a)\},\quad } para cualquier valor real de a.

Por otro lado, si 

{\displaystyle f(x,y)=x^{2}-y^{2},\qquad g(x,y)=x^{2}+y^{2}-4}.

Conjuntos algebraicos determinados por f(x,y)=x²-y², g(x,y)=x²+y²-4.

entonces V(g) es el círculo con centro en el origen y radio 2. Para estos dos polinomios,

{\displaystyle V(\{f,g\})=\left\{({\sqrt {2}},{\sqrt {2}}),({\sqrt {2}},-{\sqrt {2}}),(-{\sqrt {2}},{\sqrt {2}}),(-{\sqrt {2}},-{\sqrt {2}})\right\},\quad }.

Si bien los ejemplos considerados corresponden a polinomios en 2 variables reales, los conjuntos algebraicos se definen sobre cualquier campo F, de modo que si los polinomios tienen n variables, el conjunto algebraico correspondiente quedará formado por puntos en el espacio afín Fn.
- Datos: Q5783288